# Kurgus
Kurgus è una località dell'alta Nubia situata tra la quarta e la quinta cateratta del Nilo.
Nei pressi di Kurgus  è stata rinvenuta una stele confinaria egizia databile ai regni di Thutmose I e Thutmose III